# Vatovavy-Fitovinany
Vatovavy-Fitovinany – region Madagaskaru, ze stolicą w Manakarze. Dawniej należał do Prowincji Fianarantsoa.

## Geografia
Zajmuje powierzchnię 19 605 km² i położony jest we wschodniej części wyspy, nad Oceanem Indyjskim. Od północy graniczy z regionem Atsinanana, od zachodu z Amoron'i Mania oraz Haute Matsiatra, a od południa z Atsimo-Atsinanana. W zachodniej części rejonu znajduje się Park Narodowy Ranomafana. Do głównych rejonu rzek należą Mananjary, Faraony, Sandrananta, Fanantara i Sakaleona. W północno-wschodniej jego części leży jezioro Abanampotsy, a środkowo-wschodniej jezioro Morongary. Z północy na południe przez rejon przebiega droga RN 11 przechodząca kolejno w RN 25 i RN 12, a ze wschodu na zachód RN 45 i RN 24.

## Demografia
Jego zaludnienie wynosiło w 1993 roku 748 682 osób. W 2004 roku szacowane było na ok. 1 097 700 osób. Według spisu z 2018 roku populacja wzrosła do 1,44 mln mieszkańców.

## Podział administracyjny
W skład regionu wchodzi 6 dystryktów:
- Ifanadiana
- Ikongo
- Mankara
- Mananjary
- Nosy Varika
- Vohipeno